# Кончевич Тарас Григорович

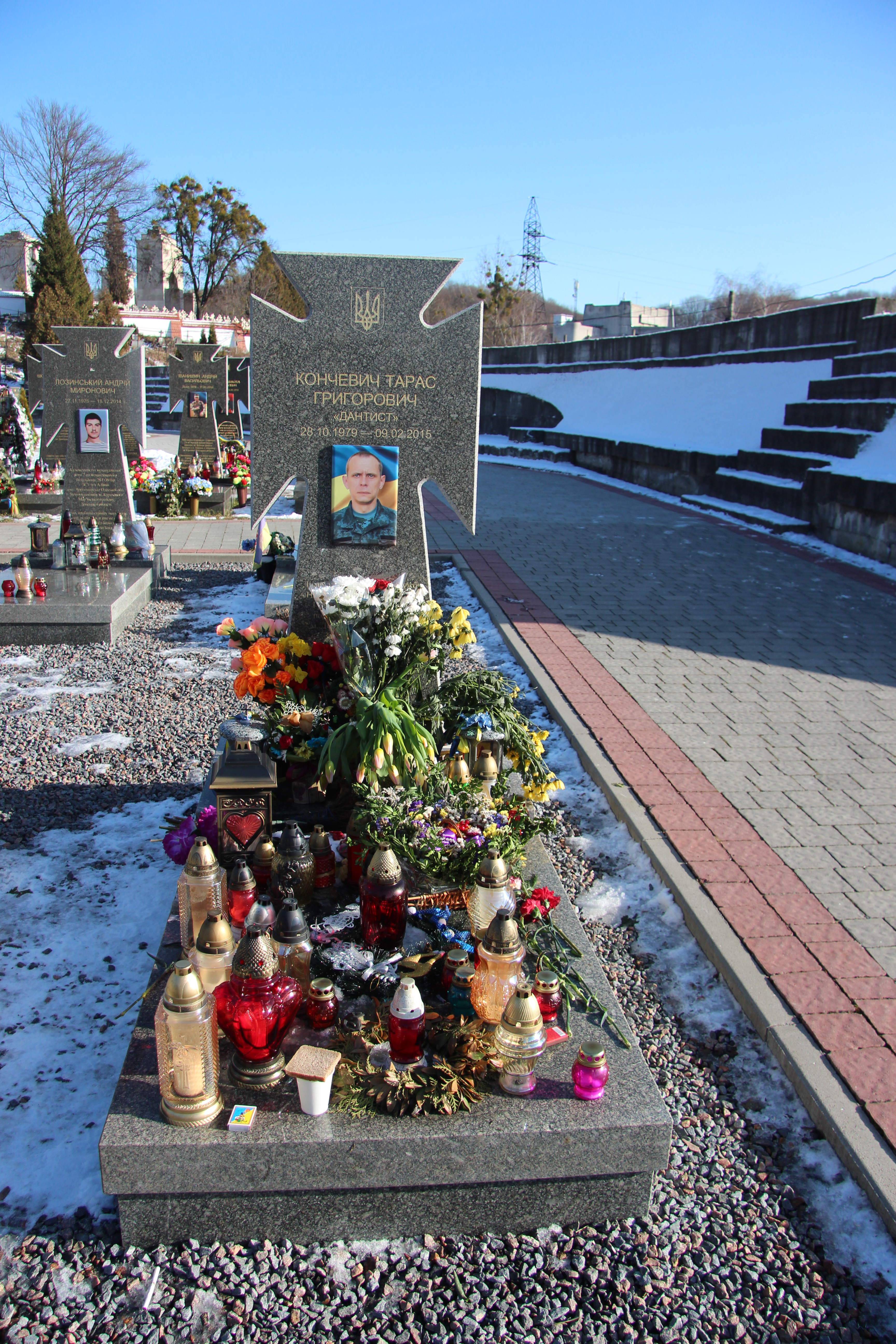

Тара́с Григо́рович Конче́вич (28 жовтня 1979 — 9 лютого 2015) — капітан медичної служби Міністерства внутрішніх справ України.

## Життєвий шлях
Закінчив Львівський медичний університет імені Данила Галицького, працював головним лікарем Звенигородської лікарні. Займав активну життєву позицію, заступник голови Щирецької первинної організації партії «УДАР».
У вересні 2014 року добровольцем вирушив до зони бойових дій, лікар 7-го батальйону військової частини 3002 Національної гвардії України. Зазнав поранення, початком січня 2015-го поїхав на фронт вдруге.
9 лютого 2015-го машина «швидкої допомоги» їхала назустріч медичному екіпажу, з яким зник зв'язок. Задорожний і Лагунов рухалися в медичному автомобілі, Кончевич — у медичному БТРі. Під час евакуації поранених з позиції «Хрест» (Дебальцеве) до Бахмута (на той час Артемівськ), потрапила у засідку та підірвалася на фугасі поблизу села Логвинове, після чого була розстріляна прямим наведенням. Сергій Кацабін загинув разом з екіпажем санітарної машини Анатолієм Сулімою та Михайлом Балюком й пораненим молодшим сержантом Олександром Кравченком. Тарас рушив на допомогу, потрапив під обстріл. Тоді ж загинули Василь Задорожний, Дмитро Лагунов, Максим Овчарук.
Тіла загиблих кілька разів намагались вивезти з-під обстрілу. Лише 21 лютого вдалось домовитися з терористами про обмін.
Без Тараса лишились батьки, дружина, син і донька.
Похований у Львові 25 лютого 2015-го, Личаківське кладовище, поле почесних поховань.

## Нагороди та вшанування
- Указом Президента України № 270/2015 від 15 травня 2015 року — орденом «За мужність» III ступеня (посмертно)[1]
- 13 лютого 2016 року у Щирці відкрито та освячено меморіальну дошку на будинку, де народився та проживав Тарас Кончевич
- Почесний громадянин Пустомитівського району (2015; посмертно)[2]